# Skalňák andský
Skalňák andský (Rupicola peruvianus) je poměrně velký, zhruba 30 cm dlouhý pěvec z čeledi kotingovitých rozšířený v andských lesích ve Venezuele, v Kolumbii, Ekvádoru, Peru a v Bolívii. Spolu se skalňákem oranžovým je jediným žijícím zástupcem rodu Rupicola.

## Popis
Samec má černý ocas a křídla, žluté končetiny, pomerančově až červeně zbarvené hrdlo a hlavu a na ní charakteristický, velký hřeben, který zcela zakrývá nažloutlý zobák. Samice není zdaleka tak barevná, nejčastěji hnědá, má šedé končetiny a výrazně kratší hřeben.

## Způsob života
Žije v menších hejnech a živí se především místními lesními plody a květy, občas chytá i malý hmyz. Během zásnub se samci zdržují na společných tokaništích, kde se spolu útočně konfrontují, zvláště bouřlivě tak činí při příletu samice. Vejce klade do hnízd z vlhké zeminy.
Dlouhodobě je též národním ptákem Peru.